# Teatro Andreas Gryphius en Głogów

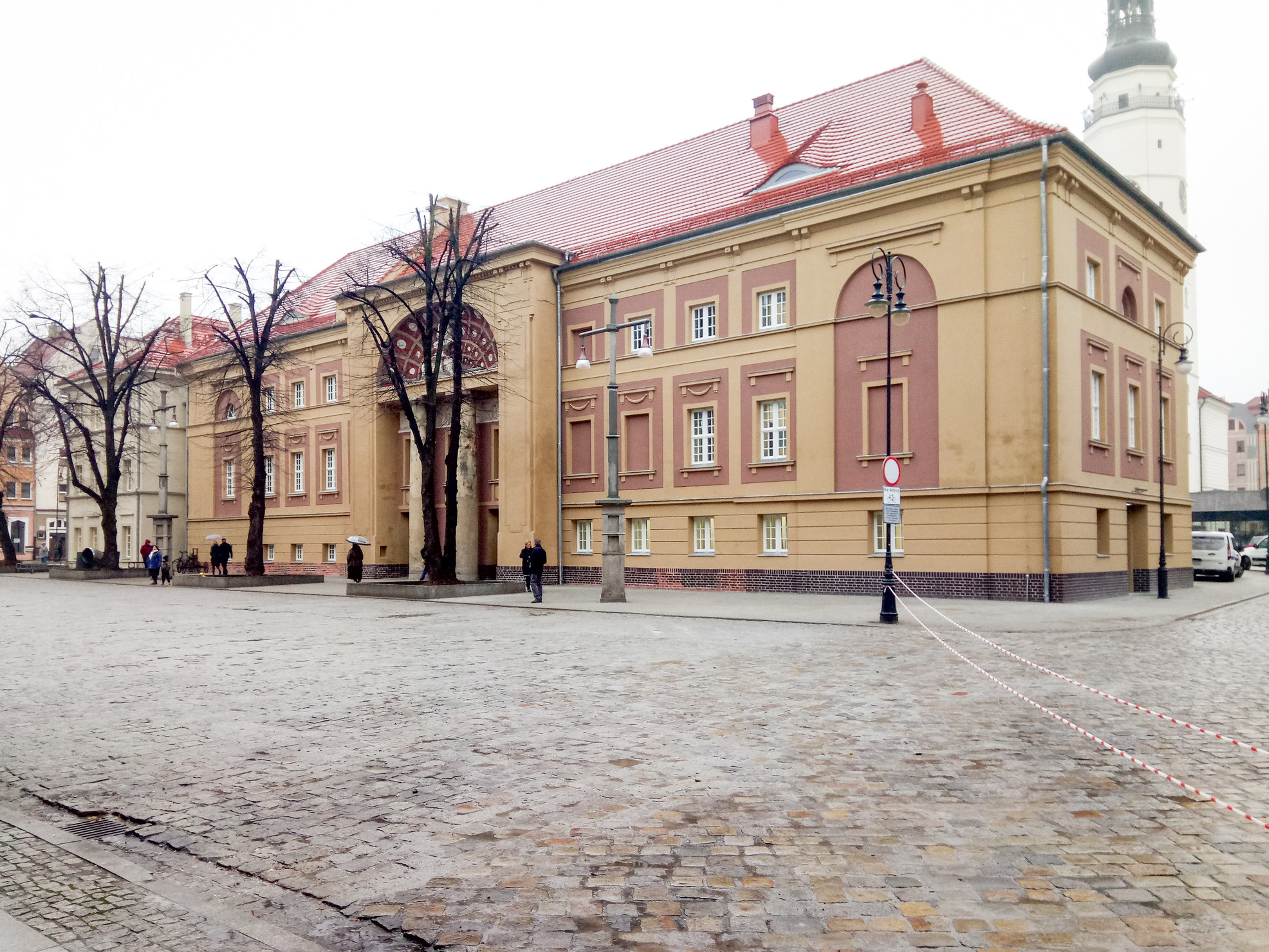
Elevación del este en el año 2019

Teatro Andreas Gryphius en Głogów: es un edificio teatral clasicista situado en Głogów, en la parte central del centro histórico, junto al ayuntamiento. Se construyó en 1799 según un diseño de Christian Valentin Schultze como sede de un teatro de varios departamentos que ofrecía varios géneros escénicos a la vez. El teatro funcionó casi hasta el final de la Segunda Guerra Mundial, cuando el edificio, junto con toda la ciudad, fue destruido como resultado de la ofensiva soviética sobre Głogów. En las décadas siguientes, se propusieron varios conceptos para reconstruir el teatro de Głogów, pero ninguno de ellos se llevó a cabo. Finalmente, el edificio fue reconstruido a su estado anterior a la destrucción en los años 2017-2019 para albergar una sede del Centro Cultural Municipal y, al mismo tiempo, acoger conciertos, presentaciones artísticas y conferencias.

## Historia

### Construcción y funcionamiento
En la segunda mitad del siglo XVIII surgió la idea de construir salas independientes para las representaciones teatrales en las ciudades de Silesia. Hacia finales de siglo, muchas ciudades crearon asociaciones para cultivar la cultura teatral, las llamadas Theaterbetrieb, que inspiraron la construcción o adaptación de salas para representaciones teatrales y conciertos. Los directores de las compañías teatrales itinerantes también procuraron abandonar las giras a los espectáculos durante la temporada principal, a ser posible, en un solo lugar.
En aquella época, Głogów no disponía de locales adecuados para fines teatrales. Las representaciones solían tener lugar en Sala Redutowa (o sea, sala de banquetes) del edificio construido entre 1774 y 1775 en el lugar de las demolidas tribunas del jurado. Sin embargo, las instalaciones de Sala Redutowa eran modestas. A principios de 1798, Johann Faller, director de teatro, llegó a Głogów desde Jawor con la intención de obtener una licencia especial para actuar. También se esforzó por crear un escenario permanente en la ciudad. Sala Redutowa era demasiado pequeña para ese fin, por eso se ha considerado la reconstrucción del almacén de sal de la ciudad, pero fue demasiado cara. A finales de noviembre de 1798, Christian Valentin Schultze, jefe del departamento de construcción de la Cámara de Guerra y Dominio de Głogów, presentó su propia propuesta. Había planes de la construcción de una planta adicional sobre Sala Redutowa, que se utilizaría como espacio teatral independiente. Schultze argumentó que, en vista del peligro de derrumbe de los tijerales, habría que tomar pronto medidas de reparación, por lo que el proyecto sería económicamente beneficioso. En una carta del 11 de enero de 1799, Schultze presentó un diseño y una estimación de costes para la construcción. La estimación del coste incluía la ampliación del piso bajo, la construcción de nuevos conductos de chimenea, el apoyo de la fachada occidental con taludes y el apoyo de la fachada oriental con un avant-corps en el eje del talud. También propuso un nuevo diseño arquitectónico de las fachadas de estilo clasicista, basado en modelos arquitectónicos de Potsdam y Berlín. Se estimó el coste de las obras en 2.000 táleros. Los planes de Schultze fueron apoyados por la Cámara del Dominio de la Guerra, que el 2 de febrero de 1799 se declaró inmediatamente dispuesta a proporcionar colaboradores y trabajadores de la construcción. En abril de 1799 comenzaron las obras, dirigidas por el propio Schultze. Ya en diciembre se completó la reconstrucción. Se llevó a cabo en su totalidad, aunque superó considerablemente los costes previstos.
A principios del siglo XIX, Głogów fue la segunda ciudad de Silesia, después de Wrocław, en tener su propio teatro. Las representaciones se celebraron allí sólo en las temporadas de invierno. La institución de Głogów era un teatro con varios departamentos, que ofrecía varios géneros escénicos a la vez. Desde el inicio de su funcionamiento hasta 1933, el teatro contó con una compañía permanente de ópera y teatro, y desde la década de 1820 también actuaron en él compañías de teatro y ópera extranjeras. A partir de 1870, la compañía de ópera y opereta, en particular, ganó en importancia. Además de las obras, en el teatro de Głogów se representaba un ballet. Además, actuaron artistas de talla mundial. En marzo de 1843, el pianista y compositor Franz Liszt dio allí un concierto. La planta baja del edificio se utilizaba para el comercio de carne.
La sala teatral original del teatro de Głogów era baja, estrecha y sofocada. En 1839, fue eliminado el techo entre las habitaciones de arriba y la sala de teatro por encima. Fue construida también una logia y un anfiteatro con telón. Como resultado de estas medidas, se creó un gran auditorio y el edificio recibió el nombre de teatro municipal. En 1859, la escalera de la parte interior del edificio fue trasladada al exterior.
A principios de la década de 1860, el poeta Karl Eduard von Holtei propuso erigir un monumento a Andreas Gryphius en Głogów. En 1861, dio una conferencia sobre la obra humorística campesina Die geliebte Dornrose (polaco: Ukochany kolec róży, español: La querida espina de la rosa), renta de la cual constituyó la base del fondo para construir el monumento. Dos años más tarde, un comité del magistrado de Głogów y la sociedad científica decidieron crear un busto de Gryphius y colocarlo sobre la entrada principal del teatro municipal. El 16 de julio de 1864 en el aniversario de la muerte de Andreas Gryphius, se celebró una ceremonia para descubrir su busto, realizado por el escultor Michaelis de Wrocław.
En 1867 se instaló el alumbrado de gas en el teatro (antes se utilizaba las lámparas de queroseno). En los años 1926-1928 se llevó a cabo una profunda reconstrucción del edificio, que incluyó la demolición de la escalera exterior, y en el interior, en lugar de la logia, se construyó un balcón de concreto armado y se instaló un escenario giratorio. Tras la reconstrucción, la sala del teatro contaba con 453 asientos.

### Destrucción, planes de reconstrucción y reconstrucción

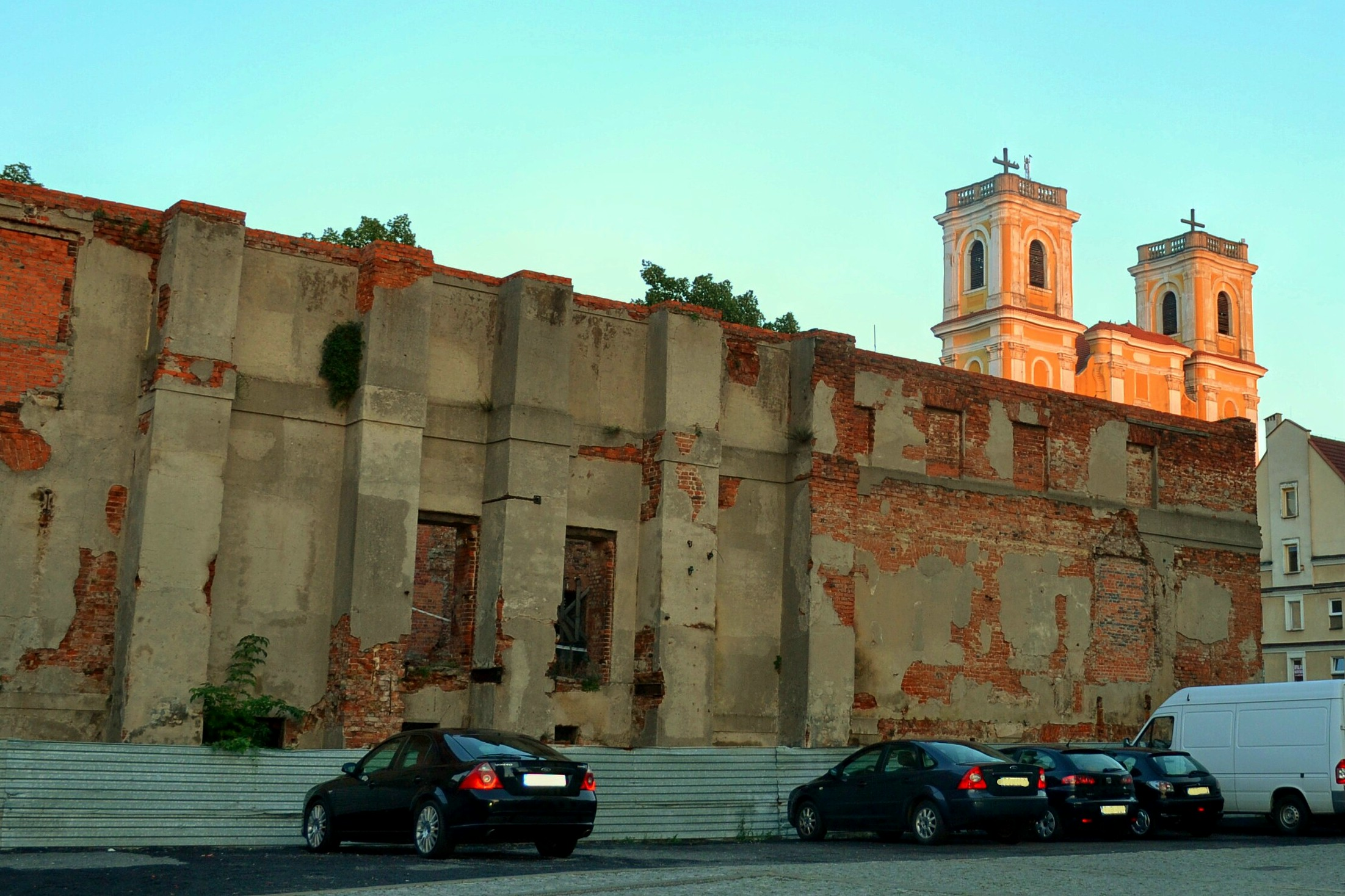
Fachada occidental del teatro en ruinas en el año 2012

El Teatro en Głogów funcionó de forma ininterrumpida casi hasta el final de la Segunda Guerra Mundial, y la última representación tuvo lugar en diciembre de 1944. Unas semanas más tarde, como resultado de la ofensiva soviética sobre Głogów, el edificio, como toda la ciudad, fue destruido.

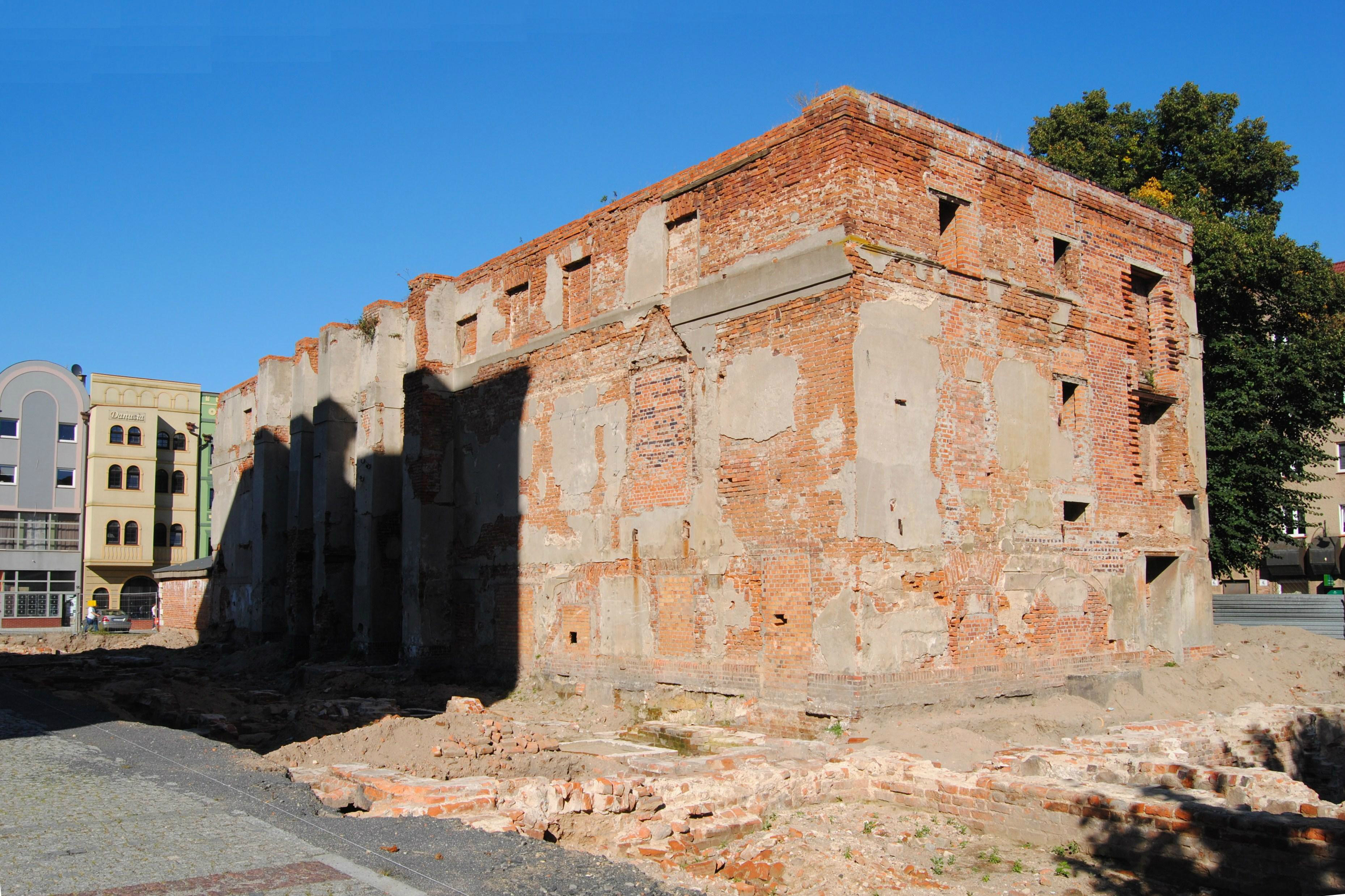
Ruinas del teatro desde el lado oeste en el año 2016

El primer concepto para la reconstrucción del edificio apareció en 1959 y suponía que el edificio reconstruido albergaría un cine con unos 300 asientos, así como un escenario para representaciones teatrales. Estaba previsto que la inversión se completara tres años más tarde, pero finalmente no se puso en marcha, sino que el edificio fue demolido y sus locales de la planta baja se utilizaron como garajes para almacenar el equipo de la empresa de demolición. En 1976 se planteó la idea de reconstruir el teatro y el ayuntamiento vecino, uniendo los dos edificios con un conector de vidrio. El edificio del teatro se convirtió en la sede de una institución cultural llamada Dom Młodego Górnika (español: Casa del Joven Minero). Sin embargo, el proyecto no llegó a materializarse debido a sus excesivos costes, estimados en casi 170 millones zlotys. En 1988 surgió otra idea para reconstruir el Teatro en Głogów. El edificio reconstruido debía incluir: Dom Hutnika (español: Casa del Metalúrgico), una sala de teatro, la sede de la Organización Técnica Principal, una librería y un café, pero otra vez los planes no fueron realizados.
El tema de la reconstrucción del teatro volvió en 1991, cuando el ayuntamiento creó la Fundación Andreas Gryphius para la Reconstrucción del Teatro. En 1994, la fundación convocó un concurso para el proyecto de reconstrucción, que ganó Pracownia Konserwacji Zabytków „Architektura-Rzeźba-Sztukaterie” de Wrocław (español: Taller de Conservación de Monumentos „Arquitectura - Escultura – Moldura”). El proyecto ganador nunca se llevó a cabo y desde entonces sólo se han realizado esporádicamente trabajos de conservación en el edificio. El año en que se convocó el concurso, el Teatro de Lubuskie de Zielona Góra representó Antígona en la entrada del edificio. Cerca del teatro, también se escenificaron recreaciones históricas de la batalla de 1945 por Głogów.

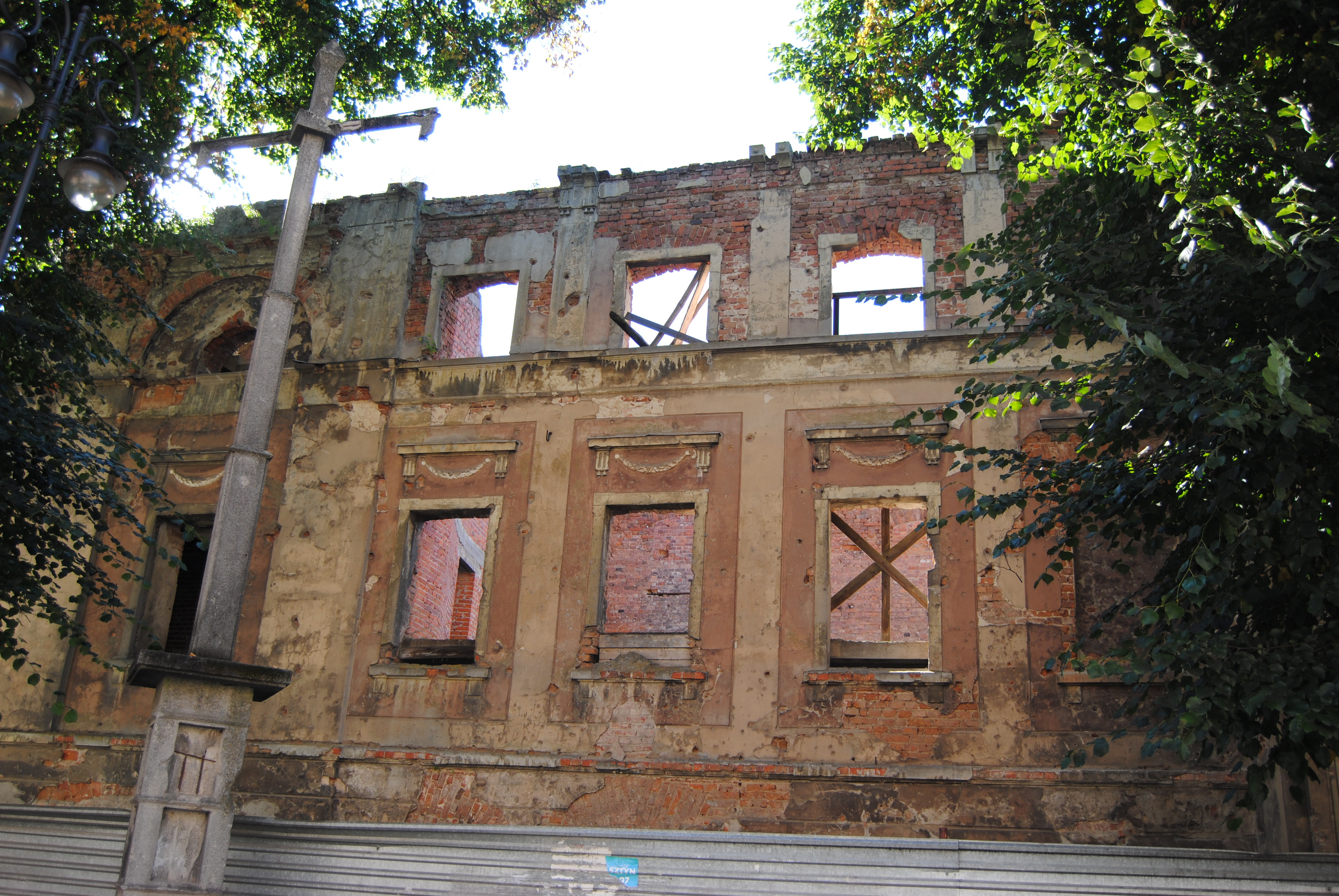
Elevación del este en el año 2016

Con motivo del 200 aniversario de la inauguración del Teatro Andres Gryphius en Głogów en 1999, se celebraron en la ciudad varios actos significativos, entre otros, una sesión del ayuntamiento dedicada a la historia de las representaciones teatrales en Silesia. Además, la Sociedad de la Tierra de Głogów publicó un libro sobre la historia del Teatro en Głogów.
En 2014, las autoridades de la ciudad anunciaron un concurso para la preparación de "conceptos arquitectónicos y urbanísticos para la reconstrucción y ampliación del antiguo Teatro Municipal para las necesidades de una escuela de música en Głogów junto con el desarrollo de la Plaza del Mercado en el centro histórico de Głogów". Dentro del plazo exigido por las bases del concurso, la entidad contratante recibió 17 proyectos, la mayoría de los cuales preveían la reconstrucción de las formas externas del edificio del teatro y la construcción de un edificio modernista conectado a él en las inmediaciones del edificio. Según los resultados del concurso anunciados el 5 de septiembre de 2014, el jurado destacó cinco obras presentadas, y los autores de cuatro de ellas recibieron además premios en metálico (dos por valor de 20.000 zlotys cada uno y otros dos por valor de 5.000 zlotys cada uno). En los años siguientes no se realizó ninguno de los proyectos adjudicados.
Finalmente, las autoridades de Głogów prepararon su propio proyecto, que preveía la reconstrucción del Teatro Andreas Gryphius a su estado anterior a la Segunda Guerra Mundial con el fin de albergar una sede del Centro Cultural Municipal, donde se organizarían conciertos y representaciones teatrales, así como conferencias. El 14 de julio de 2017, el alcalde de Głogów, Rafael Rokaszewicz, firmó un contrato con el presidente de la empresa Pre-Fabrykat de Karpacz, Stanisław Tomkiewicz, para la realización de la reconstrucción del teatro y de la casa de vecinos perteneciente a él. A finales de mes comenzaron las obras de construcción del edificio. El presupuesto de la ciudad garantizó 15 millones zlotys para la reconstrucción y, además, el municipio recibió 5 millones zlotys de fondos de la UE.
Durante las obras, se restauraron y conservaron los elementos originales y los detalles arquitectónicos, y se reconstruyeron los elementos inexistentes y el enlucido de los alzados este, sur y norte, con los colores originales. El 9 de septiembre de 2019, una copia del busto de Andreas Gryphius (el original sobrevivió a la Segunda Guerra Mundial, pero desapareció en 1959 en circunstancias inexplicables) fue colocada sobre la entrada del edificio del teatro reconstruido con la ayuda de una grúa. El coste de la realización de la copia, incluida su instalación, fue de 50.000 zlotys. El 21 de noviembre de 2019, entre las 12 y las 17 horas, se abrió al público el teatro reconstruido (4,7 mil personas lo visitaron entonces), mientras que el 22 de noviembre tuvo lugar la ceremonia de inauguración del edificio, precedida por la representación en su escenario de la obra Piast, basada en un texto del patrón del teatro Andreas Gryphius, dirigida por Robert Czechowski, con Jan Peszek como protagonista y la participación de actores del Teatro de Lubuskie y del Teatro de aficionados Teatr Jednego Mostu. Según las calculaciones iniciales de las autoridades municipales, el mantenimiento del edificio debía costar unos 900.000 zlotys al año, y la subvención anual para el gestor de las instalaciones, el Centro Cultural Municipal, debía ascender a unos 600.000 zlotys.

## Arquitectura
El Teatro Andreas Gryphius es un edificio rectangular de 50 x 12,5 metros. Sus fachadas son de estilo clasicista. La fachada del frente oriental es multicolor, dividida en zonas: el zócalo es rojo, mientras que las plantas son de color gris-amarillo y marrón. Su acento fuerte es el avant-corps central con un plano organizado por una gran hornacina con bóveda de concha, cuyo intradós tiene una decoración de artesonado carmín con rosetones dorados. En el interior del nicho hay dos columnas dóricas que soportan un entablamento. Un busto de 400 kg de Andreas Gryphius está colocado en el entablamento con la inscripción Gryphius 1616-1664 en letras doradas debajo. Debajo del entablamento, en la zona de la hornacina, hay una franja de 5 metros de ancho de un friso de figuras con imágenes de antiguas escenas alegóricas, que celebran la alegría de diferentes tipos de arte. En el eje del avant-corps central del alzado occidental hay taludes que refuerzan la construcción del alzado.